# Corps de Logis

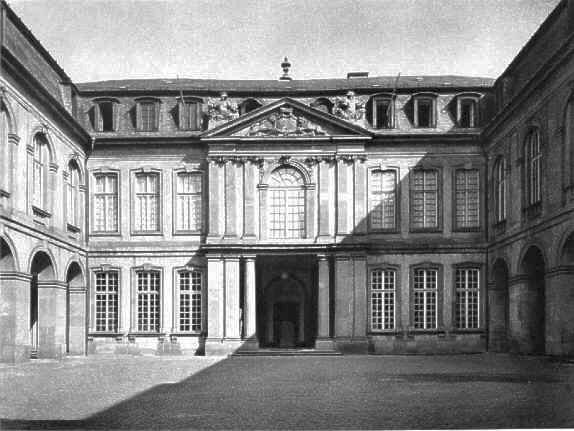
Palais Thurn und Taxis, Frankfurt am Main

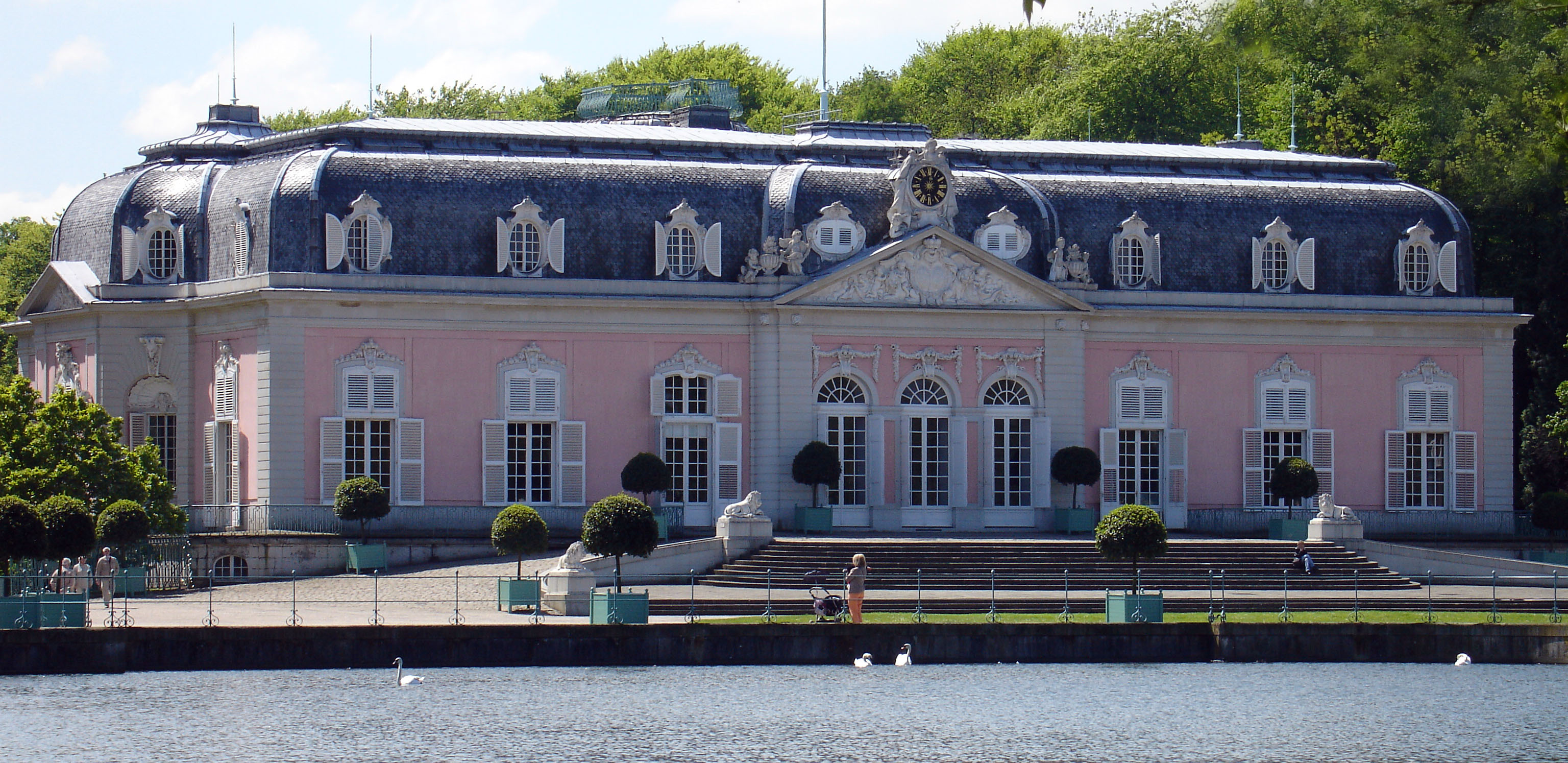
Schloss Benrath, Düsseldorf

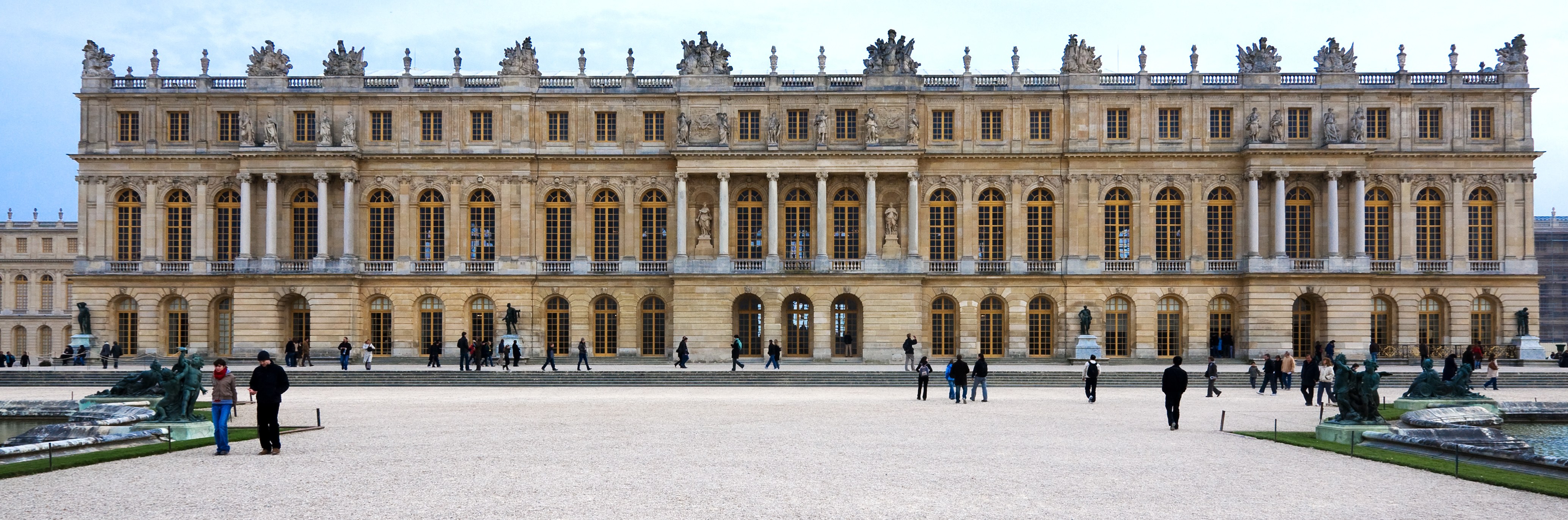
Schloss Versailles

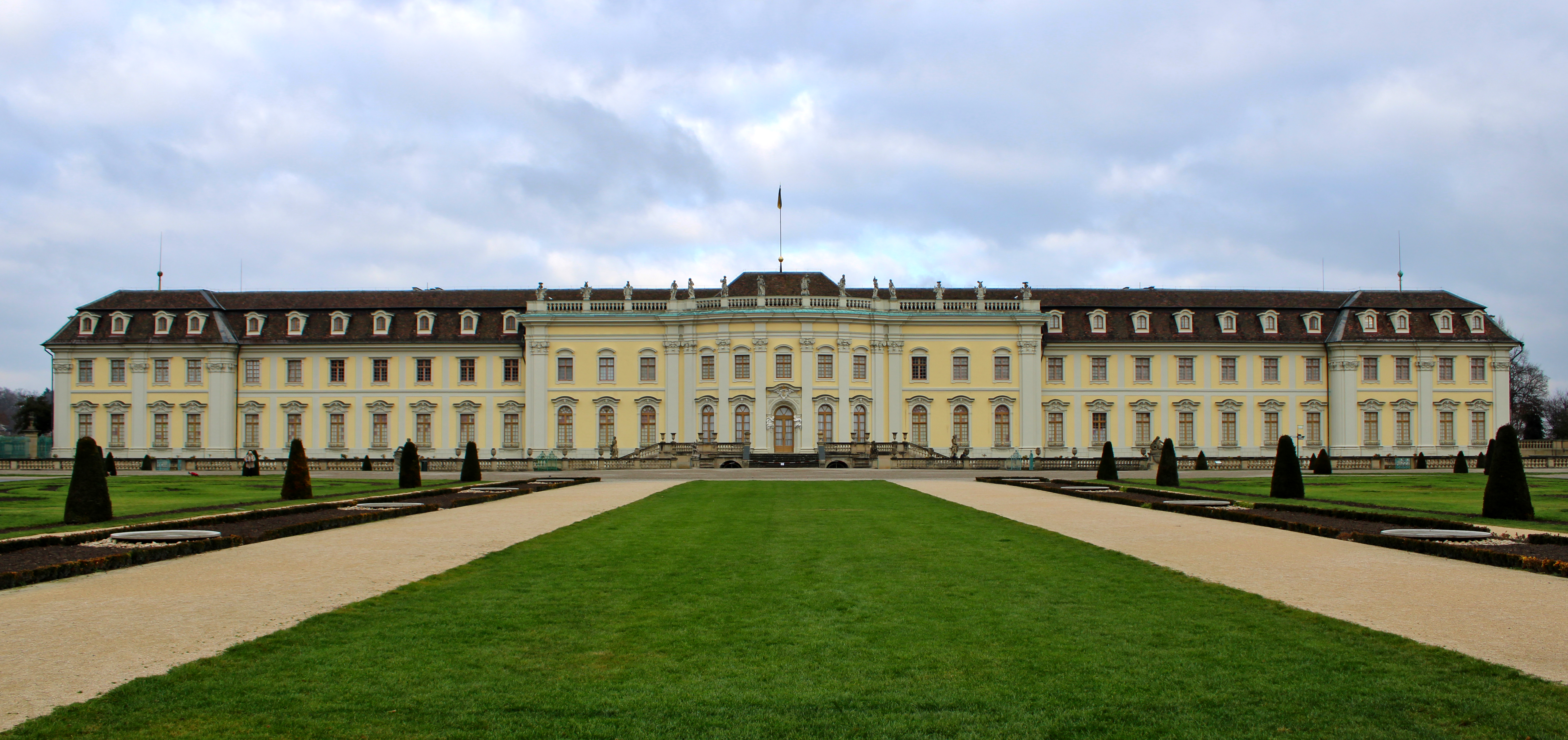
Residenzschloss Ludwigsburg

Als Corps de Logis (französisch für „Wohnkörper“; auch Wohntrakt) wird der vornehmlich zu Wohnzwecken gedachte Haupttrakt eines Schlosses oder Stadtpalais bezeichnet. Er kann die Mitte einer drei- oder mehrflügeligen Anlage bilden oder auch isoliert von den Nebengebäuden stehen. In den meisten Fällen ist er gegenüber anderen Gebäudetrakten hervorgehoben, etwa durch seine Größe oder durch architektonischen Schmuck. Im Corps de Logis befinden sich die wichtigsten Wohn- und Empfangsräume des Schlossherrn.

## Geschichte
Der Begriff entstand erst in der Renaissance, doch lassen sich die architektonischen Ursprünge des Corps de Logis bis auf die Wohngemächer in mittelalterlichen Wohntürmen (donjons) und Burgen zurückverfolgen. Im Lauf der Geschichte wurde eine Mauerseite eines Burghofs durch entsprechende Anbauten zu Wohnzwecken umgenutzt; diese Entwicklung führte schließlich zu den nicht mehr Verteidigungs-, sondern ausschließlich Repräsentationszwecken dienenden Stadtpalästen und Schlössern.
Das Corps de Logis entwickelte sich im französischen Schlossbau der Renaissance, der wiederum in hohem Maße von italienischen Vorbildern beeinflusst war; es ist für die Schlösser des Barock und des Rokoko typisch und bestimmt teilweise noch Anlagen des Klassizismus und des Historismus. Es vereint die bei mittelalterlichen Burgen noch üblicherweise funktional getrennten Bauten von Halle, Saalgeschossbau und Wohnturm. So beherbergt es große Repräsentationsräume wie z. B. einen Fest- und Gesellschaftssaal (Salon), das Haupttreppenhaus und die herrschaftlichen Wohnungen.
Ein frühes Beispiel für ein Corps de Logis findet sich im französischen Schloss Azay-le-Rideau an der Loire. Jedoch ist es dort wegen späterer Umbauten und Ergänzungen nicht mehr sofort als solches zu erkennen. Ein typischer Vertreter für den barocken Hauptbau einer dreiflügeligen Anlage ist hingegen der Mitteltrakt des Palais du Luxembourg in Paris. Ein Beispiel für ein isoliert errichtetes Corps de Logis stellt der Mittelbau des Schlosses Benrath in Düsseldorf dar.

## Architektur

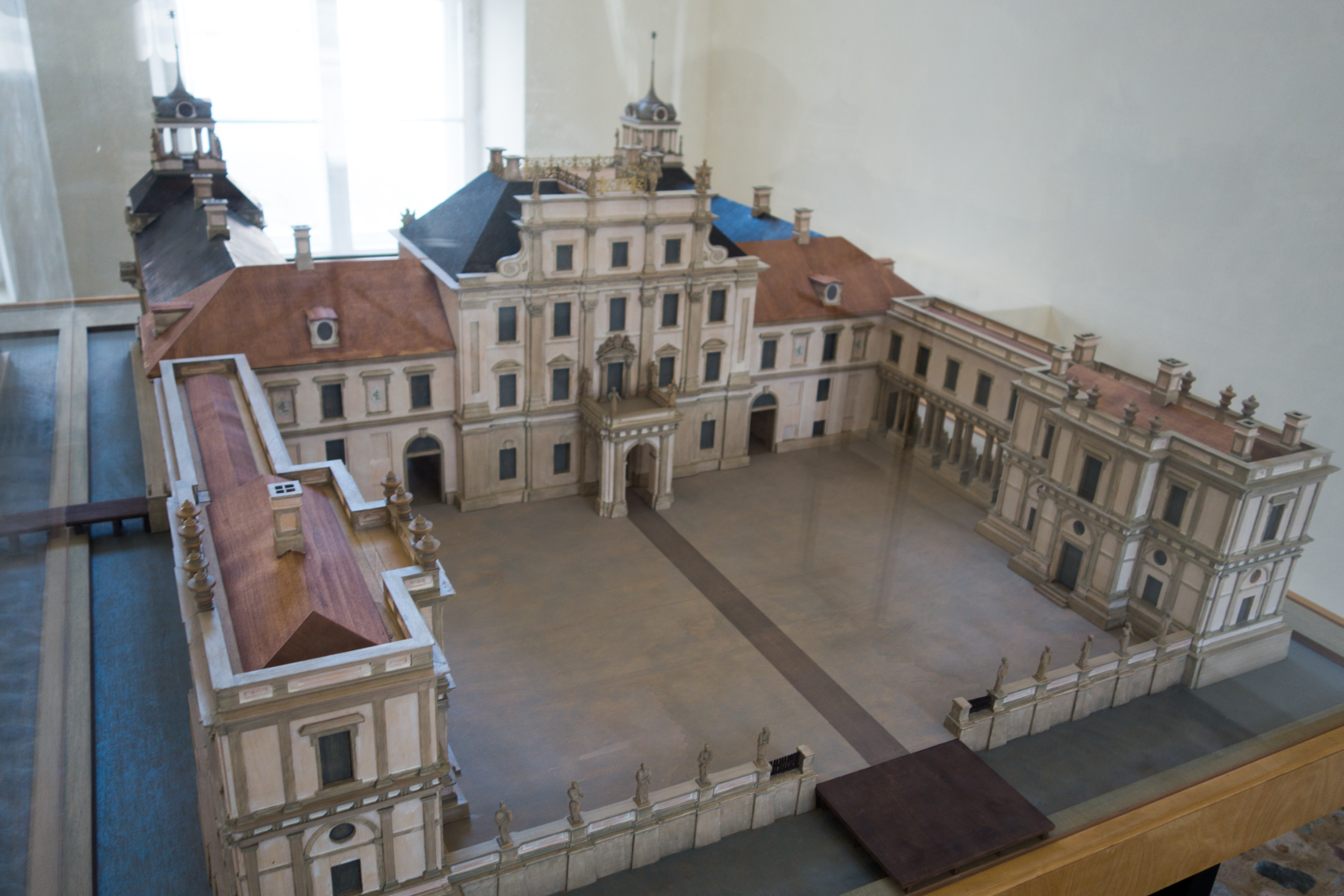
Modell von Schloss Oranienburg (Zustand nach 1709) mit Corps de Logis und zwei Ehrenhöfen

Das Corps de Logis liegt, wenn es das Grundstück erlaubt, in der Regel auf der Mittelachse der Gesamtanlage zwischen Ehrenhof (cour d’honneur) und Garten (entre cour et jardin). Oft wird der Ehrenhof durch eine Dreiflügelanlage umgrenzt. Dann bildet das Corps de Logis den mittleren Flügel an der Rückseite des Ehrenhofes. Dieser wird an der vierten, vorderen Seite meist von einem Gitter oder einer Mauer mit Toreinfahrt abgeschlossen.
In der französisch geprägten Wohnarchitektur wird das Corps de logis an der Ehrenhofseite meist mittig durch das Vestibül betreten. Liegen herrschaftliche Wohnräume im Obergeschoss, so geht die repräsentative Haupttreppe seitlich vom Vestibül nach oben ab. Im Erdgeschoss bzw. im Obergeschoss gelangt man sodann in einen auf den Garten hinausgehenden Salon, den Gesellschaftsraum. Meist gibt es im Corps de Logis zwei repräsentative Wohnungen (Appartements), eine für den Herrn des Hauses und eine für die Dame, beide mit den üblichen Paradezimmern. Sie liegen üblicherweise an der Gartenseite einander symmetrisch gegenüber und werden von dem in der Schlossmitte gelegenen Salon betreten. Die Raumfolge ist bei beiden Wohnungen dieselbe: Zunächst das Antichambre (das Vorzimmer), der bei aufwändigen Anlagen ein weiteres Vorzimmer folgen kann. Es folgt das Chambre (das eigentliche Zimmer), zugleich Hauptwohnraum, Schlafzimmer und Empfangszimmer der betreffenden Person. Daran schließt das Cabinet (Kabinett) an, ein von persönlichen Vorlieben bestimmter, oftmals intimerer Wohn- und Rückzugsraum. Zur Wohnung gehört immer eine Garderobe, ein Raum zur Aufbewahrung der Kleidung. Auch für den Leibstuhl kann ein eigener kleiner Raum vorgesehen sein. Weitere Wohnungen, etwa für Gäste, folgen diesem Schema, wenngleich oft in reduzierter Form.
In der repräsentativen Wohnung deutscher Schlösser wurde nicht im Schlafzimmer empfangen, sondern in einem diesem vorgelagerten Audienzzimmer. Das Schlafzimmer wurde nur vorgezeigt. Im Heiligen Römischen Reich stand in vielen Schlössern, insbesondere in Residenzschlössern, eine Kaiserwohnung für die Kaiser oder hochrangige Gäste bereit.
Eine moderne Form eines Corps de Logis ist der Mittelteil des neuen Bundeskanzleramtes in Berlin, das durch die Anordnung seiner einzelnen Gebäudeteile die Stilmittel barocker Herrschaftsarchitektur adaptiert.